# Estación Tablada
Tablada es una estación ferroviaria ubicada en la ciudad homónima, en el partido de La Matanza, provincia de Buenos Aires, Argentina.

## Infraestructura
Cuenta con dos andenes para el servicio diésel regular entre las estaciones Haedo y Temperley. El tercero se usaba para ir a Mataderos, mediante un empalme con la Línea Belgrano Sur próximo a la estación.

## Servicios
Forma parte de la Línea General Roca, siendo un centro de transferencia intermedio del servicio diésel metropolitano que se presta entre las estaciones Haedo y Temperley.
Los servicios son prestados por la empresa Trenes Argentinos Operaciones.

## Ubicación
Las vías y la estación se ubican en cercanías de la avenida Crovara, importante arteria vial de la zona.